# Jacques Tiné
Jacques Tiné (né le 24 mai 1914 à Alger et mort le 19 avril 2008 à Paris) est un ambassadeur de France.

## Biographie

### Jeunesse et formation
Jacques Tiné est le fils d'Édouard Tiné et de Renée Pittaluga. Il est marié à Helena Terry.
Étudiant au lycée d'Alger puis à la faculté de droit de Paris, licencié en droit et diplômé de l'École libre des sciences politiques.

### Années 1940 et 1950
La francisque lui fut retirée en 1943, après qu’il fut révoqué par Vichy qu’il quitta en novembre 1942 pour rejoindre le bataillon de choc à Alger, avec lequel il combattit en Tunisie et participa à la libération de la Corse en septembre 1943 à bord du Casabianca, avant de rejoindre la représentation gaulliste à Lisbonne
Il occupe divers postes diplomatiques, à l’administration centrale, au Danemark, au Maroc, au Royaume Uni, aux Nations unies (représentant permanent adjoint), puis devient directeur d’Europe.

### Années 1960 et 1970
De 1969 à 1973, Jacques Tiné est ambassadeur de France au Portugal. Il est représentant permanent de la France au Conseil de l'Atlantique nord de 1975 à 1979.
Il est élevé à la dignité d'ambassadeur de France en 1978.

## Distinction
- Membre de la Francisque[3].